# Більський повіт (Підляське воєводство)
Більський повіт (пол. powiat bielski) — один з 14 земських повітів Підляського воєводства Польщі.
Утворений 1 січня 1999 року в результаті адміністративної реформи.

## Загальні дані
Адміністративний центр — місто Більськ-Підляський.
Станом на 1.01.2008 населення становить 59 301 осіб, площа 1385,09 км². Східна частина повіту заселена україномовним православним населенням (гміна Орля — повністю, гміна Більськ — переважно, гміни Ботьки і Вишкі — частково), яке не було у 1944–1947 насильно виселене із огляду на офіційне визнання білорусами.

## Демографія
Демографічні дані повіту станом на 30.06.2005:
|       | Всього | Всього | Жінки  | Жінки | Чоловіки | Чоловіки |
| ----- | ------ | ------ | ------ | ----- | -------- | -------- |
|       | осіб   | %      | осіб   | %     | осіб     | %        |
| Повіт | 60 554 | 100    | 30 740 | 50,8  | 29 814   | 49,2     |
| Міста | 30 671 | 100    | 15 857 | 51,7  | 14 814   | 48,3     |
| Села  | 29 883 | 100    | 14 883 | 49,8  | 15 000   | 50,2     |